# Чотиризубець
Чотиризубець (Tetrodontium) — рід двох видів мохів (Bryophyta). Його назва пов'язана з його чотирма великими перистомними зубами.

## Поширення
Батьківщиною є Європа, Північна Америка, Південна Америка, Азія, Нова Зеландія.

## Характеристика
Рослини дуже дрібні, від тьмяно-темно-зелених до коричнево-зелених. Стебла нечисленні, дуже короткі, менше 0,05 см. Листки основного стебла нечисленні, притиснуті, яйцеподібні, загострені або тупі, по краях цілокраї або зубчасті, до 1,2 мм. Коробочкові ніжки 3–8 мм. Коробочка 0,6–1 мм, яйцеподібна або коротко видовжено-циліндрична. Спори гладкі або дрібнопапілозні, 10–16 мкм.